# فياتشيسلاف دميترييف
فياتشيسلاف دميترييف (بالروسية: Вячеслав Сергеевич Дмитриев)‏ هو لاعب كرة قدم روسي في مركز الدفاع، ولد في 28 مايو 1990 في فيازما في روسيا. شارك مع منتخب روسيا تحت 21 سنة لكرة القدم. أما مع النوادي، فقد لعب مع إف سي موسكو وتوربيدو موسكو ودينامو بريانسك وزمبرو تشيسيناو.

## وصلات خارجية
- فياتشيسلاف دميترييف على موقع قاعدة بيانات كرة القدم.إي يو (الإنجليزية)
- فياتشيسلاف دميترييف على موقع Soccerway.com (الإنجليزية)